# 西本勝子
西本 勝子（にしもと かつこ、1950年4月1日 - 2025年2月2日）は、日本の政治家。自由民主党所属の元衆議院議員（1期）。

## 経歴
高知県高岡郡日高村出身。高知学芸高等学校、獨協大学法学部を卒業後、西本建設（廃業）の代表取締役社長、日高村議会議員を経て、2005年の第44回衆議院議員総選挙に比例四国ブロックから立候補。名簿順位14位と下位だったが、四国のほぼ全ての自民党重複候補が小選挙区当選したため、初当選した。番町政策研究所（高村派）所属。
2006年の自由民主党総裁選挙では安倍晋三を支持した。
2007年6月14日、ワシントン・ポストに掲載されたアメリカ合衆国下院121号決議の全面撤回を求める歴史事実委員会名義の全面広告「THE FACTS」に賛同者として名を連ねた。
2009年の第45回衆議院議員総選挙では落選、政界から引退した。
2025年2月2日、死去した。74歳没。

## 所属していた団体・議員連盟
- 伝統と創造の会
- 日本教職員組合問題究明議員連盟
- 自民党動物愛護管理推進議員連盟
- たばこと健康を考える議員連盟
- 北京オリンピックを支援する議員の会
- 再チャレンジ支援議員連盟
- 日中友好議員連盟
- 83会